# بكر يلماز
بكر يلماز (بالتركية: Bekir Yılmaz)‏ هو لاعب كرة قدم تركي، ولد في 6 مارس 1988 في إزمير في تركيا. لعب مع بوجاسبور وبورصا سبور ومانيساسبور.

## وصلات خارجية
- بكر يلماز على موقع اتحاد تركيا (لاعب) (الإنجليزية)
- بكر يلماز على موقع قاعدة بيانات كرة القدم.إي يو (الإنجليزية)
- بكر يلماز على موقع Soccerway.com (الإنجليزية)
- بكر يلماز على موقع عالم كرة القدم.نت (الإنجليزية)